# Ангел Бараков
Вижте пояснителната страница за други личности с името Ангел войвода.
Ангел Костадинов Бараков, известен като Ангел войвода, е български хайдутин и революционер, деец на Вътрешната македоно-одринска революционна организация.

## Биография
Ангел Бараков е роден в неврокопското село Белотинци, тогава в Османската империя, днес в Гърция. Става хайдутин през 1876 година, след като влиза в конфликт с турска банда от село Вълково, която иска да го убие. Укрива се в планината, а по-късно се присъединява се към дружината на Стоян Карастоилов.
В 1878 година е войвода на чета в Кресненско-Разложкото въстание, която се сражава заедно с дружината на Стоян Карастоилов. На 8 ноември същата година, заедно с войводата Тодор Паласкаря, подпомага четата, водена от Баньо Маринов в сражението за освобождението на Банско. Проявява голям героизъм в Разлога. С четата си успява да разбие и плени много турски войници. След пристигането на подкрепления за да спаси момчетата си от явна гибел се оттегля в България, където презимува. По-късно отново е войвода на чета.
След създаването на ВМОРО в 1894 година се присъединява към организацията и в 1904 е селски войвода на белотинската чета.